# Batalha de Pidna
A Batalha de Pidna ocorrida em 168 a.C. entre a República Romana e a dinastia antigônida representa a ascensão de Roma no mundo helenístico e o final da linhagem antigônida dos reis da Macedónia, cujo poder pode ser traçado desde Alexandre, o Grande.
É considerada a prova da superioridade do exército romano contra o exército macedónico. A Terceira Guerra Macedónica começou em 169 a.C., após um número de ações por parte do rei Perseu que levaram Roma a declarar guerra ao reino da Macedónia.
Não foi o conflito final entre os dois rivais, mas acabou, em grande parte, com o poder macedónico na região. As consequências políticas da derrota na batalha foram grandes. O reino foi dividido entre quatro províncias romanas, terminando, assim, com a independência da Macedónia.